# Tres (Italia)
Tres es una localidad italiana perteneciente al municipio de Predaia de la provincia de Trento, región de Trentino-Alto Adigio, con 700 habitantes.
Fue un municipio independiente hasta el 31 de diciembre de 2014, en que fue disuelto y pasó a formar parte del municipio de Predaia.

## Evolución demográfica
| Gráfica de evolución demográfica de Tres entre 1861 y 2001 |
|                                                            |
| Fuente ISTAT - elaboración gráfica de Wikipedia            |